# Puig del Moro (Olivella)
El Puig del Moro és una muntanya de 243 metres que es troba entre els municipis de Sant Pere de Ribes i d'Olivella, a la comarca del Garraf.